# Dżubb al-Hammam Mustaha
Dżubb al-Hammam Mustaha (arab. جب الحمام مسطاحة) – wieś w Syrii, w muhafazie Aleppo. W 2004 roku liczyła 875 mieszkańców.